# Naturschutzgebiet Schulerloch
Das Schulerloch ist ein Naturschutzgebiet in Essing im niederbayerischen Landkreis Kelheim in Bayern.

## Lage
Das Naturschutzgebiet (NSG) befindet sich etwa 2,4 Kilometer östlich von Essing. Es ist Bestandteil des Naturpark Altmühltal, des Landschaftsschutzgebietes Schutzzone im Naturpark Altmühltal des Fauna-Flora-Habitat-Gebiets Trockenhänge im unteren Altmühltal mit Laaberleiten und Galgental und des EU-Vogelschutzgebietes-Gebiets Felsen und Hangwälder im Altmühl-, Naab-, Laber- und Donautal.

## Beschreibung
Das etwa 13 ha große Areal ist ein Steppenheidewald mit Kalk-Buchenwald sowie einigen Felsen mit Karsthöhlen. Namensgebend für das NSG ist die Schauhöhle Schulerloch. Die Felszinnen entlang der Altmühl sind Riffbildungen des warmen Jura-Meeres, das sich hier vor 150 Millionen Jahren ausbreitete. Die Felsen sind hier oft von Hohlräumen durchsetzt. Die Höhlen wurden bereits in der Steinzeit vom Menschen genutzt. Das Schulerloch kann während der warmen Jahreszeit besucht werden. Die Höhle ist vom Bayerischen Landesamt für Umwelt als wertvolles Geotop Tropfsteinhöhle Schulerloch (Schauhöhle) (273H001) ausgewiesen.
Im Winter ist die Höhle ein wichtiger Überwinterungsplatz für bedrohte Fledermausarten und aus Höhlenschutzgründen verschlossen. In der Nähe der Schauhöhle befindet sich auch das nicht zugängliche Kleine Schulerloch.
Auf dem sonnseitigen Altmühl-Einhang wächst ein geschlossener Kalk-Buchenwald. An den felsigen Stellen befindet sich der einzigartige, schüttere Waldtyp Steppenheidewald. Zu finden ist hier u. a. der Aschwurz.
Das Naturschutzgebiet wurde am 1. Februar 1968 erstmals und am 24. November 1976, 9. Juni 1988 22. Juli 1992 mit geänderter Verordnung ausgewiesen.

## Bildergalerie

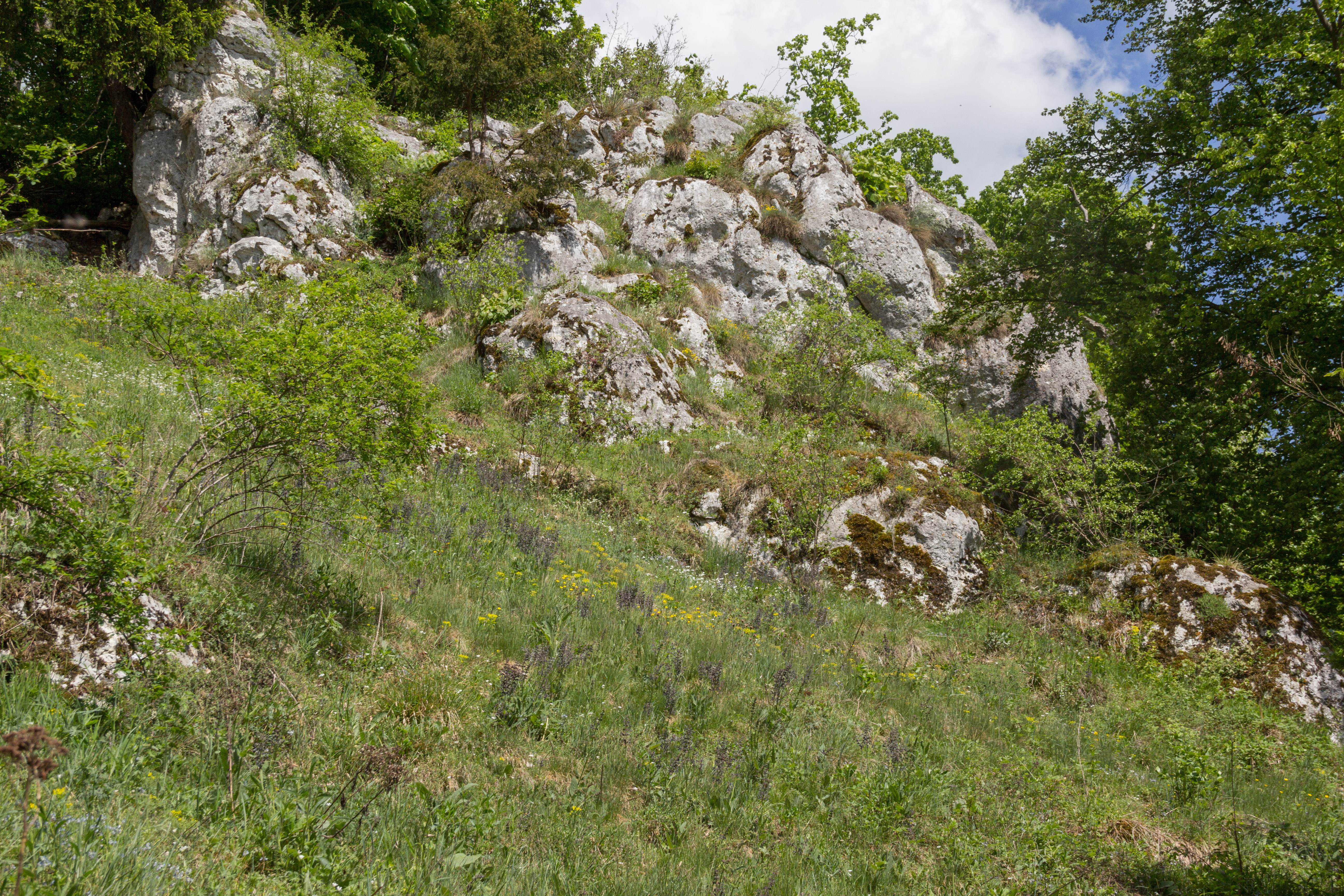
Felsenbewuchs im NSG
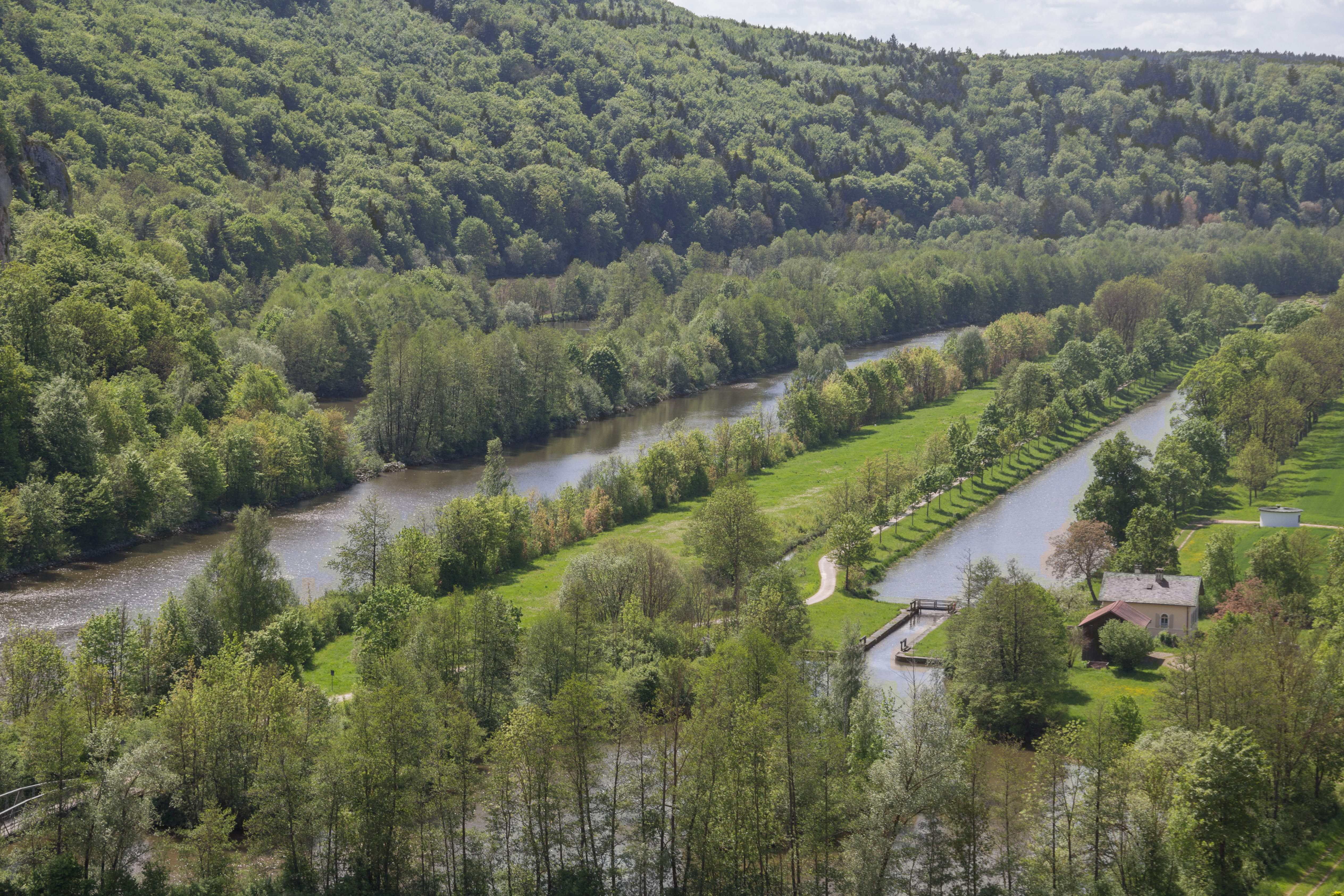
Blick in Altmühltal
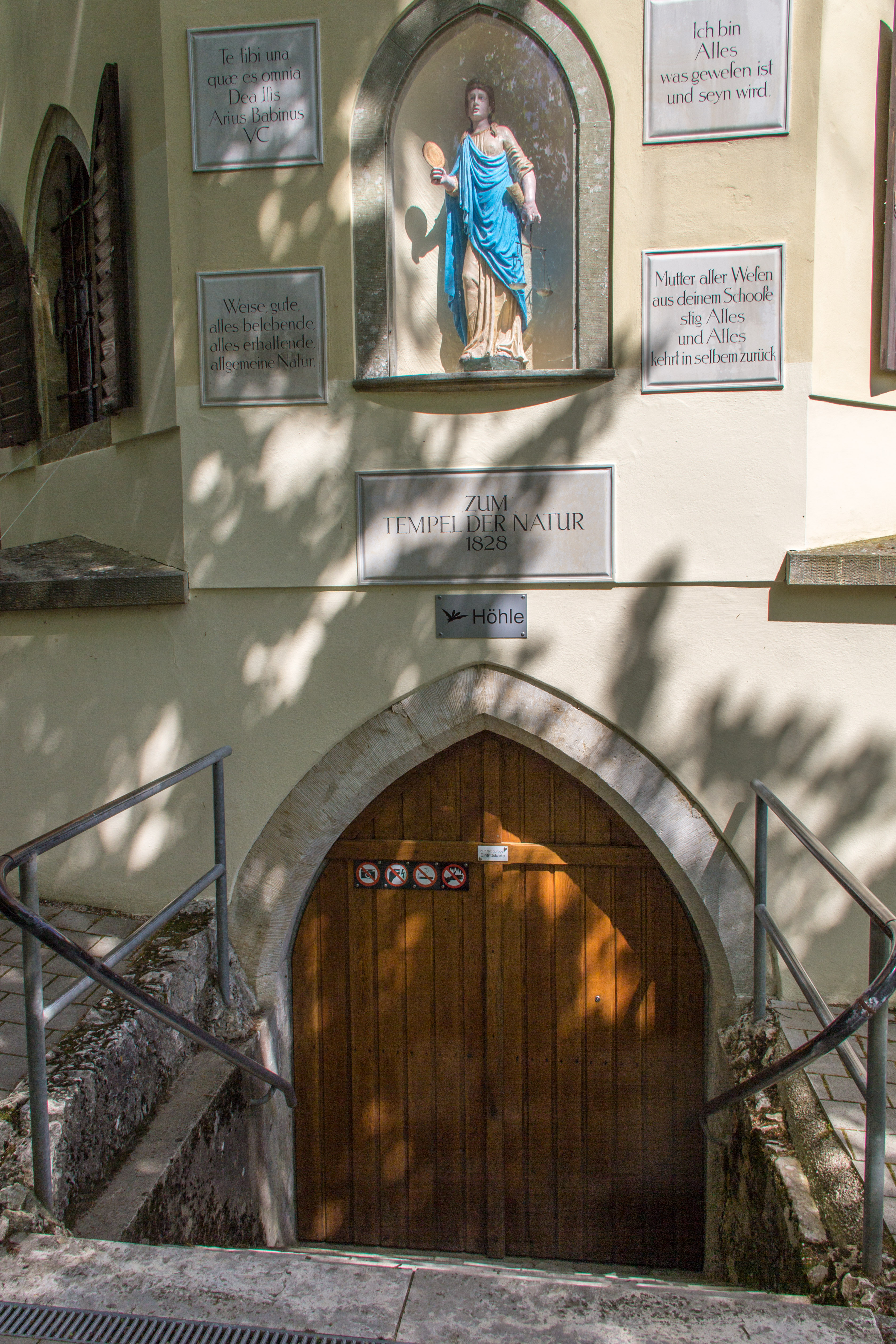
Eingang zum Schulerloch
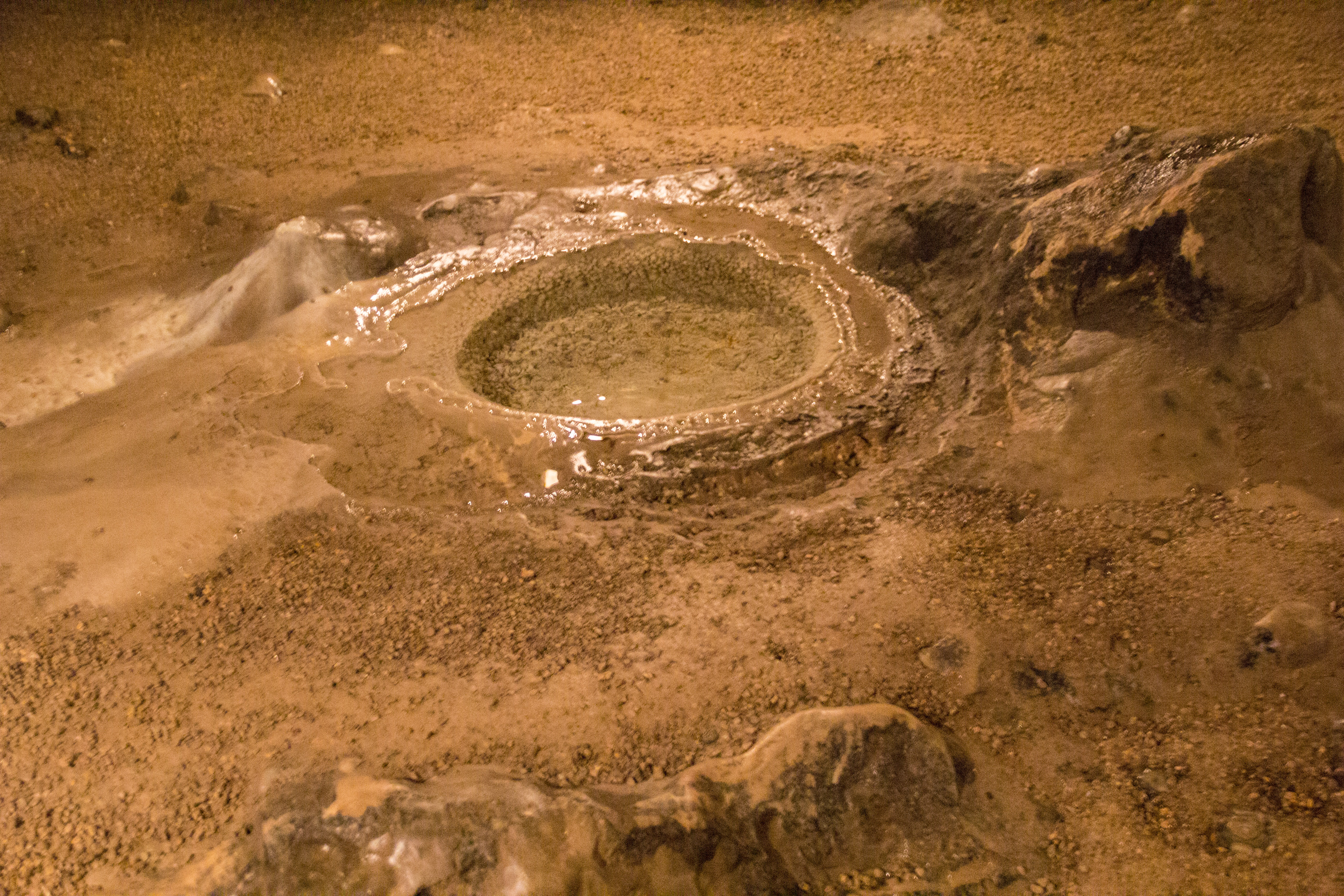
Sinterbecken im Schulerloch